# Enlace de dados
Enlace de dados em telecomunicações, (em inglês: data link) se refere à ligação entre dispositivos de comunicação em dois ou mais locais, que possibilita transmitir e receber informações.
Também pode se referir a um conjunto de equipamentos eletrônicos composto por um transmissor e um receptor (dois equipamentos que funcionem como terminais) e o circuito de telecomunicações de dados interligando estes equipamentos usados para transmitir as mensagens.
Os serviço de telecomunicações se utilizam de enlaces de dados de comunicação públicos ou privados e são submetidos a controles, procedimentos e condicionamentos previstos em regulamentação especifica a cada tipo de serviço.
Nas redes de computadores, por exemplo, vários equipamentos que podem ser interligados e compartilhados, mediante meios de acesso, protocolos e requisitos de segurança. Ate 2014, o protocolo mais usado é o TCP/IP
Não confundir o enlace de dados com o canal de comunicação que se referem ao meio usado para transportar uma mensagem do emissor ao receptor. A ligação de dispositivos de comunicação é feita através de canais de comunicação regulamentados nacional e internacionalmente.
Em telecomunicações e redes de computadores, um canal de comunicação, ou canal, refere-se tanto a um meio de transmissão físico, como um fio, ou a uma conexão lógica sobre um meio multiplexado, como um canal de rádio. Um canal é utilizada para transmitir um sinal de informação, por exemplo, uma corrente de bits digital, a partir de um ou vários emissores (ou transmissores) para um ou vários receptores. Um canal tem uma certa capacidade para a transmissão de informação, muitas vezes, medida pela sua largura de banda em Hz ou a sua taxa de dados em bits por segundo.

## Tipos de enlaces de dados
Existem três tipos básicos de configurações de enlaces de comunicação, além de muitas outras configurações de enlaces de comunicação mais complexas:
- Simplex - comumente significando que todas as comunicações em uma única direção ou seja, a transmissão tem sentido unidirecional, não havendo retorno do receptor. Um transmissor pode se comunicar com vários receptores, e o receptor não tem a possibilidade de sinalizar se os dados foram recebidos uma vez que nao tem a capacidade de transmitir mensagens. Exemplo: Transmissões de TV.
- Duplex - comunicação em ambas as direções simultaneamente. Exemplo: telefone celular, rede telefônica
- Semi-duplex - comunicação em ambas as direções, mas não em ambos os sentidos simultaneamente. Exemplo: walkie-talkie, rádio cidadão